# Liste der Europäischen Kulturhauptstädte
Die Liste der Europäischen Kulturhauptstädte enthält alle Städte, die seit 1985 von der Europäischen Union (EU) ausgewählt wurden, für ein Jahr den Titel Kulturhauptstadt Europas (bis 1998 Kulturstadt Europas) zu tragen. Die Festlegung erfolgt langfristig im Voraus, damit sich die Bewerberstädte umfassend auf das entsprechende Jahr vorbereiten können. Für die Ausrichtung stellt die EU auch eine finanzielle Unterstützung bereit.

## Vergangenheit und aktuelle Entwicklungen
Im Jahr 2000 teilten sich – einmalig – neun Städte den Titel, darunter erstmals vier Städte aus Nicht-EU-Ländern.
Seit 2001 erhalten meist zwei Städte den Titel, was ab 2007 zur Regel wurde. 2010 war jedoch – als dritte – zusätzlich die Stadt eines Nicht-EU-Landes vertreten, was für 2021 und jedes dritte Folgejahr erneut geplant ist. Die zuletzt genannten Städte sollen aus einem (potenziellen) Kandidatenland für den Beitritt zur EU kommen.
Im Herbst 2014 startete an der TU Wien für Österreichs Teilnahme 2024 eine Diskussionsplattform, die hochschulübergreifend agierte, 100 Studierende involvierte und die ab Herbst 2015 mit Wanderausstellungen, Diskussionsveranstaltungen, Website und einem Logo mit Interessierten kommunizierte. Die Rheintalstadt Dornbirn bewarb sich gemeinsam mit Feldkirch und Hohenems sowie der Region Bregenzerwald. Auch das Salzkammergut unter der Federführung der Stadt Bad Ischl reichte eine Bewerbung ein. In St. Pölten wurde durch eine Bürgerinitiative heraus eine Bewerbung eingereicht. Am 12. November 2019 wurde Bad Ischl als österreichische Kulturhauptstadt für 2024 ausgewählt.
Im Mai 2016 wurden die EU-Länder zur Auswahl der Städte für die Jahre bis 2033 festgelegt.
Im November 2017 teilte die EU-Kommission mit, dass die geplante Vergabe des Titels für 2023 an eine Stadt des Vereinigten Königreichs im Falle des EU-Austritts nicht erfolgen wird. Da zu diesem Zeitpunkt angenommen wurde, dass das Vereinigte Königreich die EU am 29. März 2019 verlassen haben wird, hielt die EU-Kommission es für sinnvoll, den Bewerbungsprozess abzubrechen.
Als Reaktion auf die COVID-19-Pandemie schlug die EU-Kommission im August 2020 vor, den Kulturhauptstädten Rijeka und Galway die Möglichkeit einzuräumen, ihr Jahr als Kulturhauptstädte Europas 2020 bis zum 30. April 2021 zu verlängern. Novi Sad sollte nicht im Jahr 2021, sondern 2022 Kulturhauptstadt Europas werden. Für die Städte Timișoara und Eleusis wurde eine Verschiebung von 2021 auf 2023 beschlossen. 
Um die deutsche Teilnahme 2025 hatten sich acht Städte beworben: Chemnitz, Dresden, Hannover, Hildesheim, Magdeburg, Nürnberg, Gera und Zittau. Von diesen erreichten am 12. Dezember 2019 Chemnitz, Hannover, Hildesheim, Magdeburg und Nürnberg die zweite Bewerbungsrunde, aus welcher am 28. Oktober 2020 Chemnitz als deutsche Teilnehmerstadt ausgewählt wurde.

## Liste
Die aktuellen Kulturhauptstädte sind  grün hervorgehoben. Ist die Kulturhauptstadt auch Hauptstadt ihres Landes, so ist sie fett hervorgehoben.
| Jahr                     | Stadt                                                             | Land                              | Website                                                                       |
| Kulturstadt Europas      | Kulturstadt Europas                                               | Kulturstadt Europas               | Kulturstadt Europas                                                           |
| ------------------------ | ----------------------------------------------------------------- | --------------------------------- | ----------------------------------------------------------------------------- |
| 1985                     | Athen (Αθήνα)                                                     | Griechenland                      |                                                                               |
| 1986                     | Florenz (Firenze)                                                 | Italien                           |                                                                               |
| 1987                     | Amsterdam                                                         | Niederlande                       |                                                                               |
| 1988                     | West-Berlin                                                       | Deutschland                       |                                                                               |
| 1989                     | Paris                                                             | Frankreich                        |                                                                               |
| 1990                     | Glasgow                                                           | Vereinigtes Königreich            |                                                                               |
| 1991                     | Dublin                                                            | Irland                            |                                                                               |
| 1992                     | Madrid                                                            | Spanien                           | (Internet entwickelt sich erst)                                               |
| 1993                     | Antwerpen                                                         | Belgien                           |                                                                               |
| 1994                     | Lissabon                                                          | Portugal                          |                                                                               |
| 1995                     | Luxemburg                                                         | Luxemburg                         |                                                                               |
| 1996                     | Kopenhagen                                                        | Dänemark                          |                                                                               |
| 1997                     | Thessaloniki                                                      | Griechenland                      |                                                                               |
| 1998                     | Stockholm                                                         | Schweden                          |                                                                               |
| Jahr                     | Stadt                                                             | Land                              | Website                                                                       |
| Kulturhauptstadt Europas |                                                                   |                                   |                                                                               |
| 1999                     | Weimar                                                            | Deutschland                       |                                                                               |
| 2000                     | Avignon                                                           | Frankreich                        |                                                                               |
| 2000                     | Bergen                                                            | Norwegen                          |                                                                               |
| 2000                     | Bologna                                                           | Italien                           |                                                                               |
| 2000                     | Brüssel                                                           | Belgien                           |                                                                               |
| 2000                     | Helsinki („Wissen, Technik und Zukunft“)                          | Finnland                          |                                                                               |
| 2000                     | Krakau                                                            | Polen                             |                                                                               |
| 2000                     | Prag (Praha) („Kulturelles Erbe“)                                 | Tschechien                        |                                                                               |
| 2000                     | Reykjavík („Kultur und Natur“)                                    | Island                            |                                                                               |
| 2000                     | Santiago de Compostela („Europa und die Welt“)                    | Spanien                           |                                                                               |
| 2001                     | Porto                                                             | Portugal                          |                                                                               |
| 2001                     | Rotterdam                                                         | Niederlande                       |                                                                               |
| 2002                     | Salamanca                                                         | Spanien                           |                                                                               |
| 2002                     | Brügge („Brügge Plus“)                                            | Belgien                           |                                                                               |
| 2003                     | Graz („Graz 2003“)                                                | Österreich                        | graz03.at (nicht mehr online) > Kunsthaus Graz, Frida und Fred (Kindermuseum) |
| 2004                     | Lille                                                             | Frankreich                        |                                                                               |
| 2004                     | Genua                                                             | Italien                           |                                                                               |
| 2005                     | Cork                                                              | Irland                            | cork2005.ie                                                                   |
| 2006                     | Patras                                                            | Griechenland                      |                                                                               |
| 2007                     | Luxemburg zusammen mit der Großregion Saar-Lor-Lux                | Luxemburg                         |                                                                               |
| 2007                     | Hermannstadt                                                      | Rumänien                          |                                                                               |
| 2008                     | Liverpool                                                         | Vereinigtes Königreich            |                                                                               |
| 2008                     | Stavanger                                                         | Norwegen                          |                                                                               |
| 2009                     | Linz („Linz09“)                                                   | Österreich                        | linz09.at                                                                     |
| 2009                     | Vilnius                                                           | Litauen                           | culturelive.vilnius.lt                                                        |
| 2010                     | Essen zusammen mit dem Ruhrgebiet („RUHR.2010“)                   | Deutschland                       | ruhr2010.de                                                                   |
| 2010                     | Pécs („Pécs2010“)                                                 | Ungarn                            | en.pecs2010.hu                                                                |
| 2010                     | Istanbul                                                          | Türkei                            | istanbul2010.org                                                              |
| 2011                     | Turku                                                             | Finnland                          | turku2011.fi                                                                  |
| 2011                     | Tallinn                                                           | Estland                           | tallinn2011.ee (on > Future Tech)                                             |
| 2012                     | Guimarães                                                         | Portugal                          | guimaraes2012.pt (on > Stadtinfo)                                             |
| 2012                     | Maribor                                                           | Slowenien                         | maribor2012.info (off)                                                        |
| 2013                     | Marseille                                                         | Frankreich                        | marseille-provence2013.fr (on)                                                |
| 2013                     | Košice                                                            | Slowakei                          | kosice2013.sk (WL zu cike.sk Creative Industries Kosice)                      |
| 2014                     | Umeå                                                              | Schweden                          | umea2014.se                                                                   |
| 2014                     | Riga                                                              | Lettland                          | riga2014.org                                                                  |
| 2015                     | Mons (Bergen)                                                     | Belgien                           | mons2015.eu                                                                   |
| 2015                     | Pilsen                                                            | Tschechien                        | plzen2015.cz                                                                  |
| 2016                     | Breslau                                                           | Polen                             | wroclaw2016.pl                                                                |
| 2016                     | San Sebastián                                                     | Spanien                           | sansebastian2016.eu                                                           |
| 2017                     | Aarhus                                                            | Dänemark                          | aarhus2017.dk                                                                 |
| 2017                     | Paphos                                                            | Zypern                            | pafos2017.eu                                                                  |
| 2018                     | Leeuwarden                                                        | Niederlande                       | 2018.nl                                                                       |
| 2018                     | Valletta                                                          | Malta                             | valletta2018.org (on)                                                         |
| 2019                     | Matera                                                            | Italien                           | matera-basilicata2019.it (on)                                                 |
| 2019                     | Plowdiw                                                           | Bulgarien                         | plovdiv2019.eu (on)                                                           |
| 2020 2021                | Galway                                                            | Irland                            | galway2020.ie (off)                                                           |
| 2020 2021                | Rijeka                                                            | Kroatien                          | rijeka2020.eu (on)                                                            |
| 2022                     | Novi Sad                                                          | Serbien                           | novisad2022.rs                                                                |
| 2022                     | Kaunas                                                            | Litauen                           | kaunas2022.eu                                                                 |
| 2022                     | Esch an der Alzette                                               | Luxemburg                         | esch2022.lu                                                                   |
| 2023                     | Timișoara                                                         | Rumänien                          | timisoara2023.eu                                                              |
| 2023                     | Eleusis                                                           | Griechenland                      | 2023eleusis.eu                                                                |
| 2023                     | Veszprém                                                          | Ungarn                            | veszprembalaton2023.hu                                                        |
| 2023                     | entfallen wegen Brexit                                            | Vereinigtes Königreich            |                                                                               |
| 2024                     | Tartu                                                             | Estland                           | tartu2024.ee                                                                  |
| 2024                     | Bad Ischl (Kulturhauptstadt Europas Bad Ischl Salzkammergut 2024) | Österreich                        | salzkammergut-2024.at                                                         |
| 2024                     | Bodø                                                              | Norwegen                          | bodo2024.no                                                                   |
| 2025                     | Nova Gorica Gorizia (Grenzstadt)                                  | Slowenien                         | go2025.eu                                                                     |
| 2025                     | Nova Gorica Gorizia (Grenzstadt)                                  | Italien                           | go2025.eu                                                                     |
| 2025                     | Chemnitz                                                          | Deutschland                       | chemnitz2025.de                                                               |
| 2026                     | Trenčín                                                           | Slowakei                          | trencin2026.sk                                                                |
| 2026                     | Oulu                                                              | Finnland                          | oulu2026.eu                                                                   |
| 2027                     | Liepāja                                                           | Lettland                          | liepaja2027.lv                                                                |
| 2027                     | Évora                                                             | Portugal                          | evora2027.com                                                                 |
| 2028                     | Budweis                                                           | Tschechien                        | budejovice2028.eu                                                             |
| 2028                     | Skopje                                                            | Nordmazedonien                    | skopje2028.mk                                                                 |
| 2028                     | Bourges                                                           | Frankreich                        | bourges2028.org                                                               |
| 2029                     | Lublin                                                            | Polen                             | lublin2029.pl                                                                 |
| 2029                     | noch unbekannt                                                    | Schweden                          |                                                                               |
| 2030                     | noch unbekannt                                                    | Zypern                            |                                                                               |
| 2030                     | noch unbekannt                                                    | Belgien                           |                                                                               |
| 2030                     | noch unbekannt                                                    | ein (potenzielles) Kandidatenland |                                                                               |
| 2031                     | noch unbekannt                                                    | Malta                             |                                                                               |
| 2031                     | noch unbekannt                                                    | Spanien                           |                                                                               |
| 2032                     | noch unbekannt                                                    | Bulgarien                         |                                                                               |
| 2032                     | noch unbekannt                                                    | Dänemark                          |                                                                               |
| 2033                     | noch unbekannt                                                    | Niederlande                       |                                                                               |
| 2033                     | noch unbekannt                                                    | Italien                           |                                                                               |
| 2033                     | noch unbekannt                                                    | ein (potenzielles) Kandidatenland |                                                                               |
| Jahr                     | Stadt                                                             | Land                              | Website                                                                       |

Anmerkungen
1. 1 2 3 4 5 6 7  
Vertreter eines EU-Beitrittskandidaten oder eines Mitglieds der EFTA beziehungsweise des EWR
2. ↑  Die EU-Kommission hat wegen der Corona-Pandemie eine Verlängerung bis 30. April 2021 vorgeschlagen.
3. ↑  Die EU-Kommission hat wegen der Corona-Pandemie eine Verschiebung auf 2022 vorgeschlagen.
4. 1 2  Die EU-Kommission hat wegen der Corona-Pandemie eine Verschiebung auf 2023 vorgeschlagen.
5. 1 2  
Aufgrund des EU-Austritts des Vereinigten Königreichs gibt es keine britische Kulturhauptstadt. Ursprünglich hatten sich die Städte Belfast, Derry, Dundee, Leeds, Milton Keynes, Nottingham und Strabane beworben.